# Khem Karan
Khem Karan är en ort i Indien.   Den ligger i distriktet Tarn Taran och delstaten Punjab, i den norra delen av landet, 400 km nordväst om huvudstaden New Delhi. Khem Karan ligger 213 meter över havet och antalet invånare är 12 637.
Terrängen runt Khem Karan är mycket platt. Runt Khem Karan är det tätbefolkat, med 659 invånare per kvadratkilometer. Det finns inga andra samhällen i närheten. Trakten runt Khem Karan består till största delen av jordbruksmark.